# Dero lodeni
Dero lodeni är en ringmaskart. Dero lodeni ingår i släktet Dero och familjen glattmaskar. Inga underarter finns listade i Catalogue of Life.